# Persistent identifier
Een persistent identifier (PI of PID) is een permanente verwijzing en uniek label naar een object die onafhankelijk is van de bewaarlocatie.
Het unieke label zorgt ervoor dat het object altijd teruggevonden kan worden, ook als de naam van het object of de bewaarplaats verandert. Daardoor is een object altijd en overal eenduidig terug te vinden op basis van zijn PI. Dit is belangrijk voor duurzame opslag (archivering) van objecten in de snel veranderende wereld.
Voorbeelden van bekende persistent identifiers zijn:
- ARK
- DOI
- DAI
- Handle[3]
- ISBN
- ISSN
- ORCID
- PURL
- ROR
- UUID

PID's kunnen voorkomen in de vorm van een URL of URI. Voor Linked data moet een PID altijd de vorm van een persistent HTTP-URI hebben.